# Amphipoea obscura-flavomaculata
Amphipoea obscura-flavomaculata är en fjärilsart som beskrevs av Barend J. Lempke 1942. Amphipoea obscura-flavomaculata ingår i släktet Amphipoea och familjen nattflyn. Inga underarter finns listade i Catalogue of Life.